# Vera Isaku
Vera Isaku (ur. w marcu 1955 w Bilishcie, zm. 23 lipca 2021) – albańska dziennikarka, poetka, eseistka, publicystka i malarka.

## Życiorys
Po ukończeniu studiów na Uniwersytecie Tirańskim zamieszkała wraz ze swoim mężem Agimem w Lezhy. Podczas procesu upadku komunizmu działała na rzecz opozycji; pracowała jako dziennikarka opozycyjnego czasopisma Rilindja Demokratike. Objęła następnie funkcję dyrektorki Radio Televizioni Shqiptar.
W 2015 roku otworzyła swoją wystawę obrazów, która zawierała 30 prac.
Zmarła dnia 23 lipca 2021 roku.

## Wybrane książki
- Shqiptarët nuk e njohin grinë (ISBN 978-99943-996-0-4; 2007)[3]
- Libër i hapur (2008)[4]